# Klavdij (ime)
Klavdij je moško osebno ime.

## Izvor imena
Ime Klavdij izhaja iz latinskega imena Claudius. To je starorimsko rodbinsko ime in ga povezujejo z latinsko besedo claudus v pomenu besede »hrom, šepav; oviran; nespreten, okoren; omahljiv, negotov«.

## Različice imena
- moške različice imena: Claudio, Clavdijo, Klaudi, Klaudij, Klaudijo, Klaudio, Klavdi, Klavdijo, Klavdio, Klavdjo, Klaudie
- ženska različica imena: Klavdija

## Tujejezikovne različice imena
- pri Angležih: Claude
- pri Italijanih, Nemcih: Claudio
- pri Madžarih, Poljakih : Klaudiusz

## Pogostost imena
Po podatkih Statističnega urada Republike Slovenije je bilo na dan 31. decembra 2007 v Sloveniji število moških oseb z imenom Klavdij: 306.

## Osebni praznik
V koledarju je ime zapisano 23. avgusta (Klavdij, maloazijski mučenec, † 23. avg. 304).

## Zanimivost
Iz rodbine Klavdijev so znani trije rimski cesarji, in sicer Tiberij, Kaligula in Klavdij I., ki so vladali v letih 14 do 54 n. št.